# Ostrówki (Grande-Pologne)
Pour les articles homonymes, voir Ostrówki.
Ostrówki (prononciation : [ɔsˈtrufki]) est un village polonais de la gmina de Budzyń dans le powiat de Chodzież de la voïvodie de Grande-Pologne dans le centre-ouest de la Pologne.
Il se situe à environ 6 kilomètres au nord-ouest de Budzyń (siège de la gmina), 8 kilomètres au sud de Chodzież (siège du powiat), et à 58 kilomètres au nord de Poznań (capitale de la Grande-Pologne).

## Histoire
De 1975 à 1998, le village faisait partie du territoire de la voïvodie de Piła.

Depuis 1999, Ostrówki est situé dans la voïvodie de Grande-Pologne.